# EN379

## Santana (Sesimbra)  - Palmela

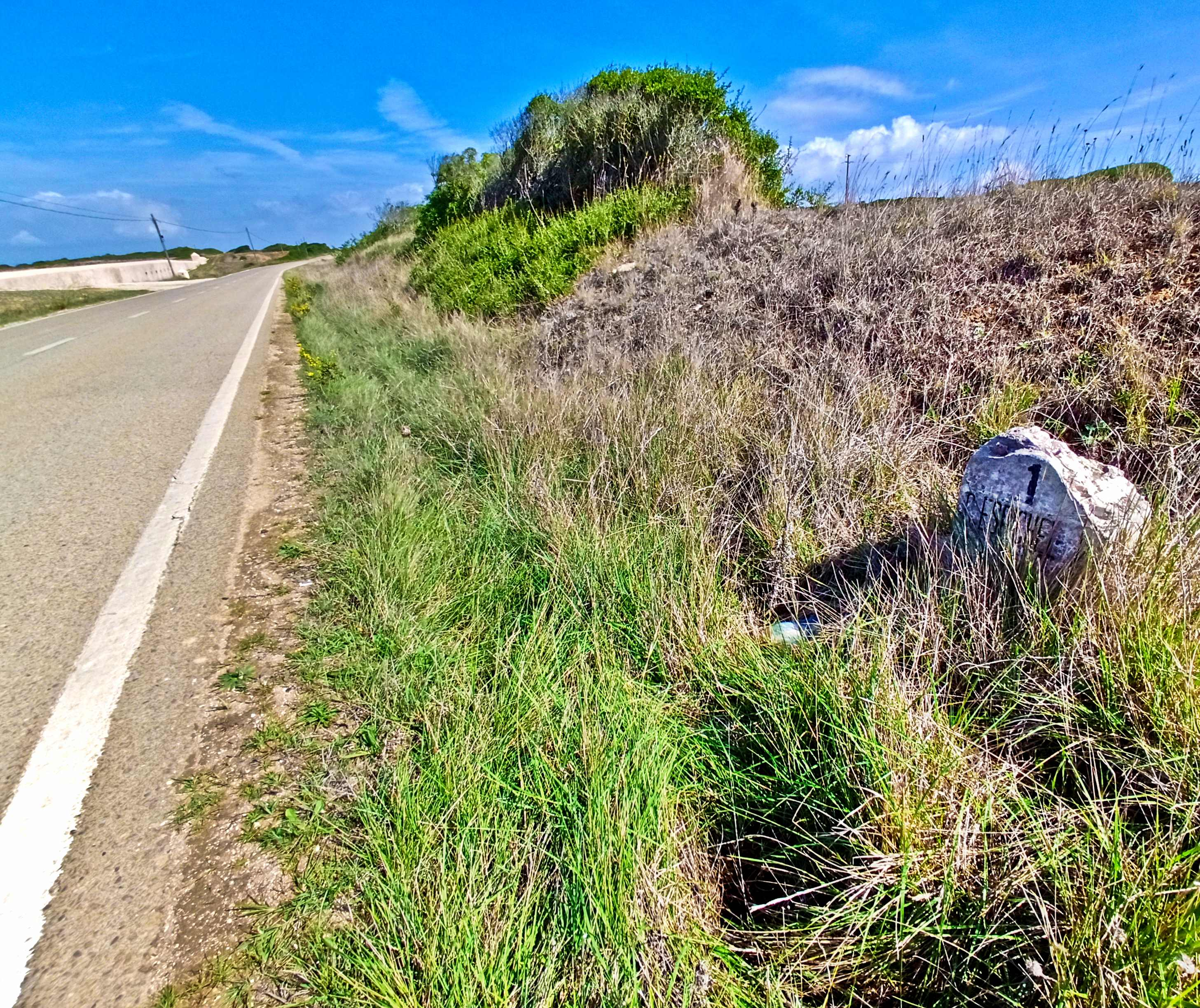
Marco miriamétrico, assinalando o trajeto inicial de 1945 da Estrada Nacional n.º 379

A EN 379  é uma Estrada Nacional que integra a rede nacional de estradas do Plano Rodoviário Nacional.
Liga a localidade de Santana (Sesimbra) a vila de Palmela. A EN 379 foi criada pelo Plano Rodoviário Nacional de 1945 (PRN 45 - Plano Rodoviário Nacional 1945), classificada em projeto como estrada nacional de 3º classe, com duas derivantes classificadas de ramais a N 379-1 e N 379-2.
O projeto original desta estrada tinha como objetivo promover uma ligação Leste – Oeste na Península de Setúbal, fazendo a ligação entre o Cabo Espichel e Estação Ferroviária de Palmela em 39 km e um desnível positivo de 514 m.

## Caracterização

### Cabo Espichel - Santana (Sesimbra)
Este lanço de 11 km é um Troço desclassificado da antiga EN379 ligava o Cabo Espichel a localidade de Santana (Sesimbra), acompanhando Longitudinalmente a Serra dos Pinheiros - Parque Natural da Arrábida

### Sampaio (Sesimbra) - Palmela
No plano Rodoviário Nacional 1998 designado de PRN 2000, ficou definido o lanço total da atual EN379, ligando Santana (Sesimbra) a Estação Ferroviária de Palmela. Este lanço segue o Parque Natural da Arrábida servindo de fronteira do PNA, logo no seu início a saída de Sampaio (Sesimbra) a paisagem é marcada pela Serra do Risco e Serra da Arrábida, ao chegar a aldeia de irmãos foi criada uma variante a ligar a EN379 a  Brejos de Azeitão. O traçado original é percorrido pela Aldeia de oleiros (Azeitão), Aldeia Rica (Azeitão) até a Vila Nogueira de Azeitão. 
Entre Vila Nogueira de Azeitão e Vila Fresca de Azeitão partilha o seu percurso de cerca de 1 km com a N 10. Em  Vila Fresca de Azeitão  é a Serra de São Francisco que marca a paisagem do seu lado direito, chegando a freguesia da Quinta do Anjo é a vez da  Serra Longa e da Serra do Louro fazer acompanhar a EN379.
Na sua fase final é a chegada a vila de Palmela cruzando a N 379-2  e a N 252 terminado na Localidade de Aires (Palmela) na Estação Ferroviária de Palmela.

## Percurso

### Santana (Sesimbra) – Palmela(inclui troços desclassificados)
| Nome da saída/Localidade intermédia | Município | Estrada que liga      | Designação oficial |
| ----------------------------------- | --------- | --------------------- | ------------------ |
| Cabo Espichel                       | Sesimbra  | Troço desclassificado | EM 539             |
| Azoia (Sesimbra)                    | Sesimbra  | Troço desclassificado | EM 539             |
| Zambujal de Cima (Sesimbra)         | Sesimbra  | Troço desclassificado | EM 539             |
| Santana (Sesimbra)                  | Sesimbra  | N 378                 | N 379              |
| Sampaio (Sesimbra)                  | Sesimbra  |                       | N 379              |
| Maça (Sesimbra)                     | Sesimbra  |                       | N 379              |
| Aldeia de Irmãos                    | Setúbal   | N 379-1               | N 379              |
| Vila Nogueira de Azeitão            | Setúbal   | N 10                  | N 379              |
| Vila Fresca de Azeitão              | Setúbal   |                       | N 379              |
| Vendas de Azeitão                   | Setúbal   |                       | N 379              |
| Cabanas (Quinta do Anjo)            | Palmela   |                       | N 379              |
| Quinta do Anjo                      | Palmela   |                       | N 379              |
| Palmela                             | Palmela   | N 379-2               | N 379              |
| Volta da Pedra (Palmela)            | Palmela   | N 252                 | N 379              |
| Estação Ferroviária de Palmela      | Palmela   |                       | N 379              |

## Rota Estrada Nacional
A rota das estradas nacionais de Portugal é um movimento e uma lista de estradas recomendadas para viajar em 2 rodas, permitindo recolher e disfrutar de gastronomia, cultura e locais de significativo interesse.  
A   N 379  está classificada como Rota Estrada Nacional

## Ramais
N 379-1: Para Serra da Arrábida
N 379-2: Para Palmela,Moita

## Galeria

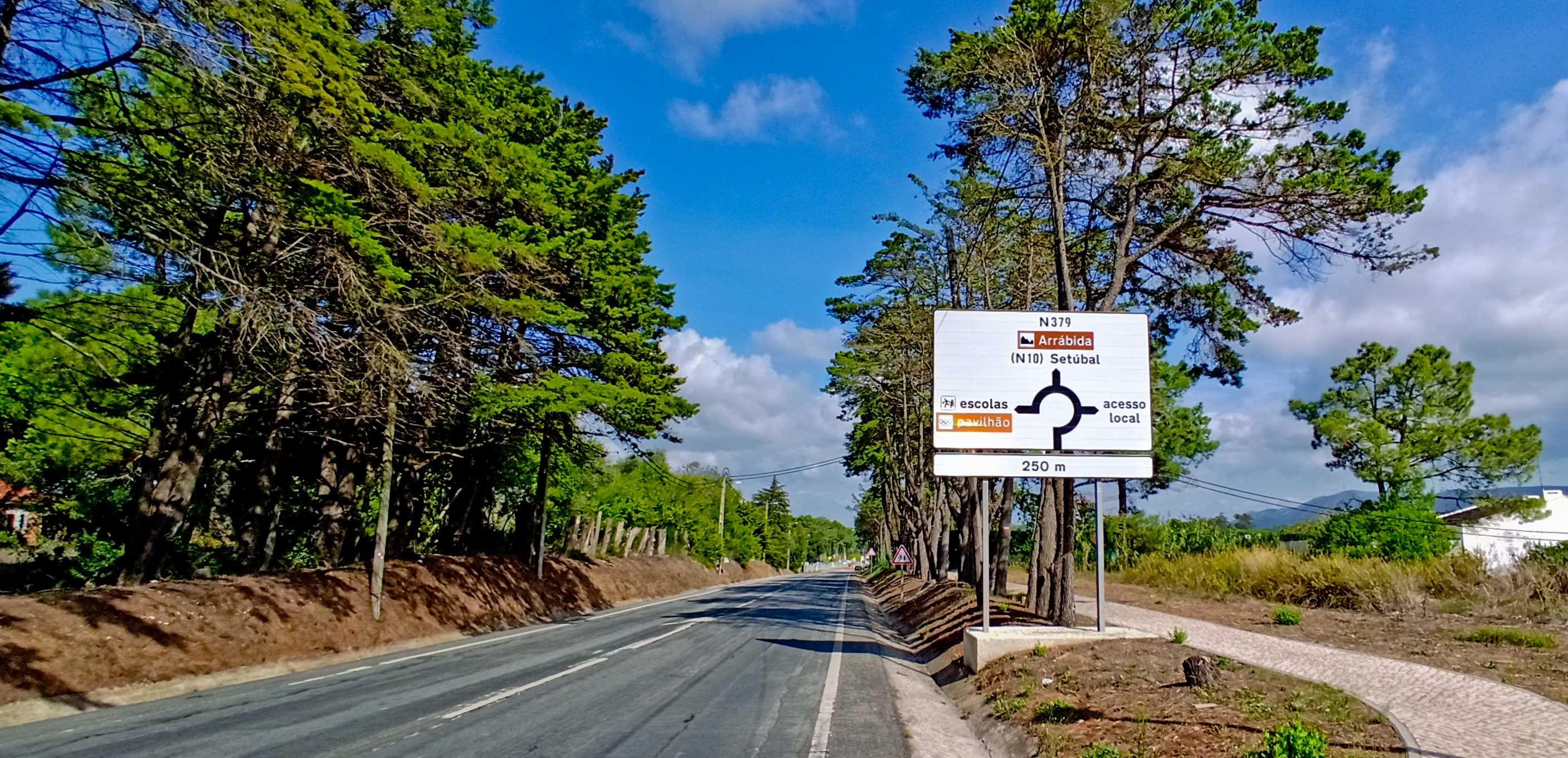
EN379  Sampaio